# Epamera alticola
Epamera alticola är en fjärilsart som beskrevs av Henry Stempffer 1961. Epamera alticola ingår i släktet Epamera och familjen juvelvingar. Inga underarter finns listade i Catalogue of Life.